# Patnja (budizam)
Patnja (pali: dukkha, sanskrit: duḥkha) је osnovni pojam budističke filozofije i psihologije. Pored uobičajenog prevoda patnja, takođe znači muka, bol, neugoda. U ruskoj tradiciji se prevodi kao stradanje. Izvorni pojam dukkha je više od patnje, ona je opšta nesavršenost, nedovoljnost, neadekvatnost i uskomešanost egzistencije.
Ovaj pojam pripada osnovnoj Budinoj konstataciji o svetu: "sve su tvorevine nepostojane, sve su tvorevine mučne, sve su pojave bez sopstva" (sabbe sankhara anicca, sabbe sankhara dukkha, sabbe dhamma anatta). Buda je ovako definisao patnju: 
Rođenje, starost bolest i smrt su patnja, razdvojenost od prijatnog je patnja, združenost sa neprijatnim je patnja (Vin.I,9).— Buda
Buda je čitavo svoje učenje svodio na "učenje o patnji i ukidanju patnje". Ono je sažeto u četiri plemenite istine: o patnji, o poreklu patnje, o prestanku patnje i o putu prestanka patnje. Sve se to zasniva na otkriću da je život – od rođenja do smrti pretežno neugodan i mukotrpan.

## Etimologija
U uobičajenom smislu, pali reč dukkha znači patnja, bol, muka, tuga, beda, neugoda, kao suprotnost reči sukha, koja znači sreća, ugoda, lakoća. U sanskritu, prefiksi su i dus označavaju dobro ili loše. Reč kha je izvorno označavala rupu na točku na vozilima drevnih Arijevaca, od čijeg kvaliteta je uglavnom zavisila ugodnost vožnje.

## Budino učenje
Suština Budinog učenja је, kako je i sam uvek uporno ponavлјао, isključivо analiza patnje:
Sada kao i ranije, prosjaci, ja objašnjavam samo patnju i dokončanje patnje.— Buda
U širem smislu, patnja je za njega okvir unutar kojeg se sve stvari dešavaju:
Sve što se oseća je unutar patnje.— Buda
Međutim, Buda naglašava da se ovaj život ne sastoji samo od patnje, već i od ugodnosti, zbog čega se ljudi vezuju za njega:
Kad bi se ovaj život tijela, osjećaja, predodžbi, voljnog oblikovanja i svijesti sastojao isključivo od patnje, kad bi bio isključivo vezan za patnju, popraćen patnjom, a ne i ugodnošću, onda bića ne bi čeznula za tjelesnošću, za osjećajima, za predodžbama, za voljnim oblikovanjem, za sviješću. Ali pošto u tom životu postoji i ugodnost, pošto je taj život vezan i za ugodnost, popraćen i ugodnošću bez patnje, zato bića čeznu za njim. Tom su čežnjom vezana, a tom vezom okaljana.— Buda

## Tumačenja
Pošto se sastojci neprekidno razlažu, ne možemo se pouzdati da će nam obezbediti trajnu zadovoljenost. Kakva god očekivanja da na njima baziramo, osuđena su na propast zbog njihove neizbežne promene. Tako, kada ih sagledamo sa uvidom, vidimo ih kao patnju.

## Literatura
- Walpola Rahula (2007), What the Buddha Taught, Grove Press, Kindle Edition
- Sargeant, Winthrop (2009), The Bhagavad Gita, SUNY Press
- Goldstein, Joseph (2013), Mindfulness: A Practical Guide to Awakening, Sounds True, Kindle Edition